# Hiqmet Delvina
Hiqmet Delvina (ur. 10 lipca 1888 w Delvinie, zm. w grudniu 1957 w Nowym Jorku) – albański polityk i prawnik, minister sprawiedliwości w latach 1928–1930.

## Życiorys
Syn Saliego i Xhevrije z d. Alizoti. W latach 1904–1906 uczył się w Janinie i Salonikach. Z Salonik wyjechał do Stambułu, gdzie ukończył studia prawnicze. W 1912 wyjechał do Bułgarii, gdzie spotkał się z macedońskim rewolucjonistą Jane Sandanskim, a następnie do Wlory, gdzie zajął się przygotowaniami do powstania ludności albańskiej przeciwko państwom Sojuszu Bałkańskiego.
W listopadzie 1912 objął stanowisko sekretarza rządu Ismaila Qemala. W 1913 pracował jako prokurator w Fierze, a następnie w czasie I wojny światowej powrócił do rodzinnej Delviny i otworzył biuro adwokackie. W 1916 wyjechał na Korfu, gdzie przebywał do końca wojny. Powrócił do Albanii w 1919 i podjął pracę w tworzącym się resorcie spraw wewnętrznych, jako kierownik wydziału. W maju 1928 stanął na czele resortu sprawiedliwości w rządzie Ahmeda Zogu. Resortem kierował przez dwa lata. W latach 1925–1939 kilkakrotnie wybierany deputowanym do parlamentu z okręgu Gjirokastra, w latach 1931–1939 pełnił funkcję jego wiceprzewodniczącego. 27 kwietnia 1938 prowadził cywilną ceremonię zaślubin króla Zoga I z Geraldine Apponyi. Odznaczony Wielką Wstęgą Orderu Skanderbega.
Po inwazji włoskiej na Albanię w 1939 wyemigrował do Stanów Zjednoczonych, gdzie spędził ostatnie lata życia. Imię Hiqmeta Delviny nosi jedna z ulic w południowej części Tirany (dzielnica Komuna e Parisit).
Był żonaty (żona Inajet Koka).